# Старобінське родовище
Старобі́нське родо́вище калійних солей (біл. Старобінскае радовішча) — родовище Прип'ятського калієносного басейну. Одне з найбільших у світі.

## Історія
Утворилося близько 300 мільйонів років тому в кінці девонського періоду. На місці нинішнього Полісся перебувало мілководне море з великими лагунами. У результаті активних випарів та прогинів дна басейну, внаслідок вертикальних коливальних рухів формувалися відкладення солей натрію і калію, чергувалися з глинисто-карбонатними шарами.
Промислове освоєння почалось в 1959 р.
В теперішній час родовище розробляється підприємством «Білоруськалій».

## Поклади
Соленосна частина розрізу представлена кам'яною сіллю, сильвінітом і карналітом, які перешаровуються з мергелями, алевролітами, доломітами, пісковиками.
Встановлено чотири горизонти калійних солей, представлених сильвінітом потужністю 2,5-21 м. Глибина залягання покрівлі горизонтів від 350 (перший горизонт) до 950 м (четвертий горизонт). Вміст хлористого калію в сильвініті другого горизонту звичайний 25-33 % при кількості хлористого магнію 0,14 % і незначному вмісті нерозчинного залишку. Третій горизонт менш багатий хлористим калієм (20-22 %), більш забруднений глинистим матеріалом, в зв'язку з чим середній вміст нерозчинного залишку становить 6,5 %. Середній вміст хлористого магнію по горизонту 0,6 %.
Промислові запаси 4,1 млрд т.